# Utah Grizzlies (1995–2005)
Utah Grizzlies byl profesionální americký klub ledního hokeje, který sídlil ve West Valley City v Utahu. V letech 2001–2005 působil v profesionální soutěži American Hockey League. Před AHL působil v International Hockey League. Grizzlies ve své poslední sezóně v AHL skončily v základní části. Své domácí zápasy odehrával v hale Maverik Center s kapacitou 10 100 diváků. Klubové barvy byly kaštanově hnědá a bílá.
Zanikl v roce 2005 přestěhováním do Clevelandu, kde byl založen tým Lake Erie Monsters. Klub byl během své existence farmami celků NHL. Jmenovitě se jedná o Dallas Stars a Phoenix Coyotes.

## Historické názvy
Zdroj:
- 1994 – Denver Grizzlies
- 1995 – Utah Grizzlies

## Úspěchy
- Vítěz Turner Cupu ( 2× )
  - 1994/95, 1995/96

## Umístění v jednotlivých sezonách
Stručný přehled
Zdroj:
- 1994–1995: International Hockey League (Jihozápadní divize)
- 1995–1997: International Hockey League (Jižní divize)
- 1997–1999: International Hockey League (Jihozápadní divize)
- 1999–2001: International Hockey League (Západní divize)
- 2001–2005: American Hockey League (Západní divize)

Jednotlivé ročníky
Zdroj:
Legenda: Z - zápasy, V - výhry, VP - výhry v prodloužení, R - remízy, P - porážky, PP - porážky v prodloužení, VG - vstřelené góly, OG - obdržené góly, +/- - rozdíl skóre, B - body, fialové podbarvení - reorganizace, změna skupiny či soutěže
| USA / Kanada (1994 – 2005) |                          |        |    |    |    |   |    |    |     |     |      |     |        |             |
| Sezóny                     | Liga                     | Úroveň | Z  | V  | VP | R | PP | P  | VG  | OG  | +/-  | B   | Pozice | Play-off    |
| 1994/95                    | IHL (Jihozápadní divize) | 2      | 81 | 34 | –  | – | 6  | 18 | 339 | 235 | +104 | 120 | 1.     | Vítěz IHL   |
| 1995/96                    | IHL (Jižní divize)       | 2      | 82 | 49 | –  | – | 4  | 29 | 291 | 232 | +59  | 102 | 2.     | Vítěz IHL   |
| 1996/97                    | IHL (Jižní divize)       | 2      | 82 | 43 | –  | – | 6  | 33 | 259 | 254 | +5   | 92  | 3.     | Čtvrtfinále |
| 1997/98                    | IHL (Jihozápadní divize) | 2      | 82 | 47 | –  | – | 8  | 27 | 276 | 234 | +42  | 102 | 3.     | Osmifinále  |
| 1998/99                    | IHL (Jihozápadní divize) | 2      | 82 | 39 | –  | – | 9  | 34 | 244 | 254 | -10  | 87  | 3.     | –           |
| 1999/00                    | IHL (Západní divize)     | 2      | 82 | 45 | –  | – | 12 | 25 | 265 | 220 | +45  | 102 | 2.     | Čtvrtfinále |
| 2000/01                    | IHL (Západní divize)     | 2      | 82 | 38 | –  | – | 8  | 36 | 208 | 220 | -12  | 84  | 4.     | –           |
| 2001/02                    | AHL (Západní divize)     | 2      | 80 | 40 | –  | 6 | 5  | 29 | 240 | 225 | +15  | 91  | 3.     | Osmifinále  |
| 2002/03                    | AHL (Západní divize)     | 2      | 80 | 37 | –  | 4 | 5  | 34 | 227 | 243 | -16  | 83  | 5.     | Předkolo    |
| 2003/04                    | AHL (Západní divize)     | 2      | 80 | 27 | –  | 6 | 5  | 42 | 162 | 230 | -68  | 65  | 7.     | –           |
| 2004/05                    | AHL (Západní divize)     | 2      | 80 | 23 | –  | – | 7  | 50 | 156 | 265 | -109 | 53  | 7.     | –           |